# Església de les Corts
L'Església de les Corts és una obra de Ripoll (Ripollès) protegida com a Bé Cultural d'Interès Local.

## Descripció
Edifici de planta rectangular que conserva els quatre murs exteriors i una petita obertura a una de les façanes. No té la teulada, però la coberta segurament era a dues aigües degut a la forma triangular de la façana que té l'obertura. Consta d'una sola nau i no té absis diferenciats. Els panys estan fets amb carreus petits, ben tallats i disposats en filades regulars. A l'interior s'observen maons massissos.